# Star Crash: xoc de galàxies
Star Crash: xoc de galàxies (títol original: Scontri stellari oltre la terza dimensione) és una pel·lícula estatunidenco-italiana de ciència-ficció dirigida per Luigi Cozzi (amb el pseudònim de Lewis Coates) i estrenada el 1978. Ha estat doblada al català.
Aquesta pel·lícula, vista com un avatar de Star Wars episodi IV: Una nova esperança estrenada un any abans, és una pel·lícula d'exploitation i ha esdevingut per certs cinèfils una pel·lícula de culte.

## Argument
En els confins de l'univers, el malèfic comte Zarth Arn s'oposa a l'Imperi i al seu benèvol emperador. Dos aventurers, Stella Star i Akton, reben de l'emperador la perillosa missió de trobar la base secreta de Zarth Arn…

## Repartiment
- Caroline Munro: Stella Star
- Marjoe Gortner: Akton
- Christopher Plummer: l'Emperador
- David Hasselhoff: Simon, el fill de l'Emperador
- Hamilton Camp: Elle
- Joe Spinell: el comte Zarth Arn
- Anthony Moro: el jove esclau
- Nadia Cassini: la reina de les amazones
- Dirce Funari: una amazona (No surt als crèdits)

## Premis i nominacions
- Nominació al Saturn Award a la millor pel·lícula internacional 1980

## Starcrash 2
El 1981 és estrenada la pel·lícula Starcrash 2, dirigida per Bitto Albertini, però que no pot ser realment considerada com una continuació de Starcrash , malgrat el títol: les dues pel·lícules no tenen res en comú, ni pel càsting, ni per la intriga. Els únics vincles que els uneixen consisteixen en una sèrie de stock-shots (panorames còsmics i plans ràpids de batalles espacials) manllevats per la segon a la primera.